# Saison 2003-2004 de l'Olympique lyonnais
Maillots
Chronologie
Saison précédente Saison suivante
La saison 2003-2004 de l'Olympique lyonnais est la cinquante-quatrième de l'histoire du club.

## Effectif
Gardiens
- 1 Grégory Coupet  France
- 25 Rémy Vercoutre  France
- 30 Nicolas Puydebois  France

Défenseurs
- 3 Edmílson  Brésil
- 23 Jérémy Berthod  France
- 5 Cláudio Caçapa  Brésil
- 20 Patrick Müller  Suisse
- 2 Éric Deflandre  Belgique
- 12 Anthony Réveillère  France
- 22 Romain Sartre  France
- 15 Christophe Delmotte  France

Milieux
- 36 Jérémy Clément  France
- 7 Mahamadou Diarra  Mali
- 24 Vikash Dhorasoo  France
- 10 Éric Carrière  France
- 11 Florent Malouda  France
- 4 Michael Essien  Ghana
- 8 Juninho Pernambucano  Brésil

Attaquants
- 31 Bryan Bergougnoux  France
- 18 Peguy Luyindula  France
- 14 Sidney Govou  France
- 9 Giovane Élber  Brésil
- 27 Julien Viale  France

## Statistiques
Buteurs de l'OL en championnat
- 16 buts : Peguy Luyindula
- 10 buts : Giovane Élber, Juninho
- 4 buts : Vikash Dhorasoo, Florent Malouda
- 3 buts : Sidney Govou, Mickael Essien
- 2 buts : Edmílson, Éric Carrière
- 1 but : Mahamadou Diarra, Julien Viale, Anthony Réveillère, Patrick Müller, Cláudio Caçapa
- C.S.C. : Julien Rodriguez, Sébastien Squillaci, Philippe Violeau, David Terrier, Rodrigo

## Détail des matchs

### Trophée des champions
- Lyon - Auxerre 2-1 (2-0) : M. Essien (6e), M. Diarra (9e)

### Ligue des champions
Lors de la saison 2003-2004, Lyon parvient pour la première fois de son histoire en quart de finale de ligue des champions. Lyon est qualifié pour cette compétition car il est le champion de France de la saison 2002-2003.
Il est accompagné par Marseille et Monaco. Les commentateurs estiment que le tirage de l'OL n'est pas mauvais, avec le Bayern Munich, le Celtic Glasgow et RSC Anderlecht. Si « les Lyonnais ont retenu la leçon, qu’ils fassent le plein chez eux, contrairement à une vilaine habitude, et qu’ils entrent dans ce groupe A (premier match à Gerland contre Anderlecht le 17 septembre) avec l’ambition, la force et la conviction nécessaires, tout indique qu’ils passeront la fin de l’année »

#### Phase de groupes
Lors du tirage au sort, le club est dans le deuxième chapeau avec 76.734 points UEFA et à la 19e place européenne.
Lyon est versé dans le groupe A, avec le Bayern Munich, le Celtic Glasgow et Anderlecht.
Le Bayern Munich est alors 5e au classement UEFA avec 124.566 points. Il vient de réaliser le doublé coupe-championnat mais n'avait réalisé qu'une médiocre saison européenne l'année précédente, avec une élimination au premier tour sans aucune victoire.
Le Celtic Glasgow est alors 32e au classement UEFA avec 57.187 points. L'année précédente, il n'a terminé que deuxième du championnat d'Écosse, mais est allé jusqu'en finale de coupe UEFA, perdant devant le FC Porto. Pour arriver jusqu'en phase de poule de la ligue des champions 2003, il a écarté lors de deux tours éliminatoires le FBK Kaunas et le MTK Hungária
Anderlecht est alors 53e au classement UEFA avec 49.250 points. Le club a terminé deuxième de son championnat l'année précédente, et en huitième de finale de coupe UEFA, perdant contre le Panathinaïkos. Pour atteindre les phases de poule de ligue des champions, l'équipe a éliminé le Rapid Bucarest et le Wisła Cracovie.

##### Matchs aller

###### 17 septembre: Lyon – Anderlecht: 1-0

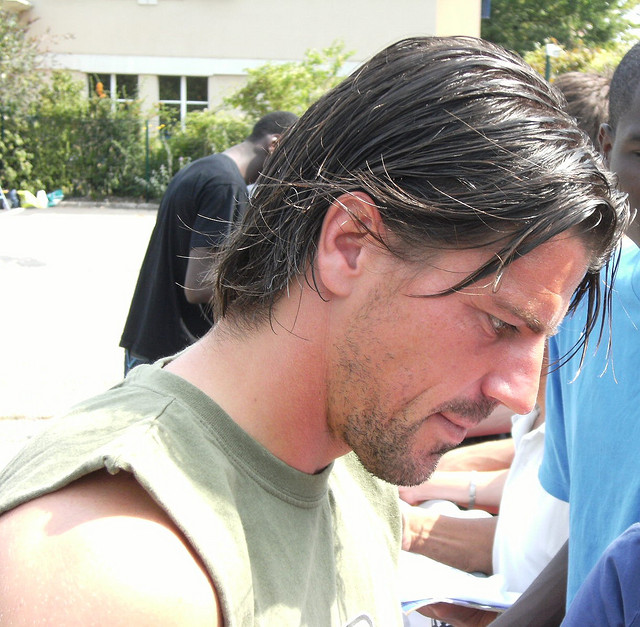
Grégory Coupet

Lyon s'impose sans une grosse maîtrise technique, mais avec « de la solidarité, de l’impact physique et du jeu direct ». Lyon réussit à s'imposer dans les duels et se procure bien plus d'occasions que son adversaire. Toutefois, l'équipe n'arrive pas à mettre son attaquant Elber dans de bonnes dispositions, ce qui le rend impuissant.
Parmi les joueurs en vue, il faut citer Juninho (un but sur pénalty, un coup franc cadré, un autre sur le poteau), Dhorasoo (intenable et techniquement très juste), Coupet (décisif sur une grosse action de Zetterberg à la 86e) et Essien.
Olympique lyonnais :
- gardien : Grégory Coupet
- défenseurs : Réveillère – Edmílson – Patrick Müller – Éric Deflandre
- Milieu défensif :  Vikash Dhorasoo  - Mahamadou Diarra
- Milieu offensif : Juninho – Mickael Essien
- Attaquants : Élber – Sidney Govou
- Entraineur : Paul Le Guen
- Remplaçants non utilisés : Vercoutre (g.), Berthod, Viale, Gomez.

Remplacements. 70e: Juninho par Carrière ; 72e: Govou par Malouda ; 88e:Elber par Luyindula.
Anderlecht :
- gardien : Daniel Zitka
- défenseurs : Olivier Deschacht – Hannu Tihinen – Glen De Boeck – Michał Żewłakow
- Milieu défensif :  walter Baseggio  - Besnik Hasi
- Milieu offensif : Christian Wilhelmsson – Pär Zetterberg - Seol Ki-hyeon
- Attaquants : Aruna Dindane
- Entraineur : Hugo Broos

Remplacement.–64e: Hasi par Mornar.
Non utilisés  :Peersam (g.), Ilic, Hendrikx, Kompany, Traoré, Deman
4 AVERTISSEMENTS.  Lyon : Govou (34e, tacle en retard sur Wilhemsson) ; Anderlecht : Zitka (25e, charge sur Govou), Zewlakow (76e, obstruction sur Malouda), Deschacht (81e, accrochage sur Malouda).

###### 30 septembre: Celtic Glasgow - Lyon: 2-0

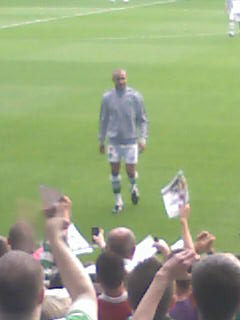
Henrik Larrson, lors d'un match de gala au Celtic, après sa carrière à Barcelone qu'il entame l'année suivant sa rencontre avec l'olympique lyonnais.

Malgré une bonne entame de match, l'olympique lyonnais craque et perd au Celtic Park 2 buts à 0. Les lyonnais manque sur ce match d'agressivité et de solution offensive. Ne maîtrisant pas les duels, Elber n'étant pas un joueur de contre et Govou étant dans un mauvais jour, ils ne parviennent pas à être dangereux. Défensivement, ils présentent également de grandes faiblesses, les deux buts survenant de la même manière, Larsson étant laissé tranquille pour qu'il serve une fois Miller et une fois Sutton.
Le seul lyonnais à avoir brillé est évidemment Coupet, qui a repoussé l'échéance et un penalty mais qui est trop abandonné par sa défense. Les seuls autres lyonnais à réussir leur match sont "Djila" Diarra, qui tient ses duels et fait des relances propres, et Carrière, qui tente de toujours jouer au sol et en mouvement.
Olympique lyonnais :
- gardien : Grégory Coupet
- défenseurs : Réveillère – Edmílson – Patrick Müller – Éric Deflandre
- Milieu défensif :  Vikash Dhorasoo  - Mahamadou Diarra
- Milieu offensif : Juninho – Éric Carrière – Sidney Govou
- Attaquants : Élber
- Entraineur : Paul Le Guen
- Remplaçants non utilisés : Vercoutre (g.), Berthod, Viale, Sartre.

Remplacements. 63e : Carrière par Essien ; 74e : Dhorasoo par Luyindula ; 88e : Govou par Malouda.
Celtic Glasgow :
- gardien : Magnus Hedman
- défenseurs : Stanislav Varga – Dianbobo Baldé – Jackie McNamara
- Milieu défensif : Didier Agathe - Stilian Petrov  - Neil Lennon - Alan Thompson
- Milieu offensif : Chris Sutton
- Attaquants : John Hartson - Henrik Larsson
- Entraineur : Martin O'Neill

Remplacement.–64e: Hartson par Miller.
Non utilisés  :Douglas (g.), Kennedy, Gray, Sylla, Malloney, Petta.
2 AVERTISSEMENTS. Celtic Glasgow : Thompson (79e, accrochage avec M. Diarra) ; Lyon : M. Diarra (79e, coup de coude sur Sutton).

###### 21 octobre: Lyon - Bayern Munich: 1-1
Pour certains analystes, ce match constitue un tournant dans la progression de la reconnaissance du club au niveau international. L'équipe est alors la plus régulière, elle domine le championnat de France et dispose d'un jeu porté vers l'avant et sérieux. Mais il lui manque de vrais parcours au plus haut niveau pour assoir sa renommée.
Le match début mal pour Lyon, dont l'organisation tactique prive Elber de ballon exploitable et laisse trop le Bayern jouer. Les attaques lyonnaises de la première mi-temps sont peu convaincantes (tir écrasé de Juninho à la 14e, coup franc du même à la 24e). Sur une action d'école, à une touche de balle, le Bayern remonte avec Santa Cruz et Ballack, pour terminer par un intérieur du pied de Makaay (25e).
Conscient de son mauvais coaching initial, Le Guen remplace Deflandre par Malouda, Govou par Luyindula et Dhorasoo par Carrière dans un 3-5-2 destiné à trouver des intervalles et des solutions offensives. La fin de match est à l'honneur de l'OL qui égalise par Luyindula sur un service de Malouda lancé par Juninho (88e).
Les Lyonnais qui se sont fait remarquer sont Diarra, solide et constant, Juninho, qui a beaucoup tenté, Essien, solide dans un rôle qui n'est pas le sien ; et les remplaçants Carrière, Malouda et Luyindula, qui ont chacun apporté de l'imagination, de la vivacité et un but.
Olympique lyonnais :
- gardien : Grégory Coupet
- défenseurs : Réveillère – Edmílson – Patrick Müller – Éric Deflandre
- Milieu défensif :  Vikash Dhorasoo  - Mahamadou Diarra – Michael Essien
- Milieu offensif : Juninho – Sidney Govou
- Attaquants : Élber
- Entraineur : Paul Le Guen
- Remplaçants non utilisés : Vercoutre (g.), Berthod, Gomez, Sartre.

Remplacements. 46e : Deflandre par Malouda ; 68e : Govou par Luyindula ; 71e : Dhorasoo par Carrière.
Bayern Munich :
- gardien : Kahn
- défenseurs : Lizarazu – Thomas Linke – Robert Kovac - Samuel Kuffour
- Milieu défensif : Michael Ballack - Martin Demichelis
- Milieu offensif : Zé Roberto - Sebastian Deisler
- Attaquants : Roy Makaay - Roque Santa Cruz
- Entraineur : Ottmar Hitzfeld

Remplacement.–46e: Demichelis par Jeremies, 90+1 :Zé Roberto par Salihamidzic
Non utilisés  :Rensing (g.),  Fink,  Lell, Trochowski
5 AVERTISSEMENTS.
- Lyon : Malouda (51e, charge sur Ballack), Réveillère (55e, tacle irrégulier sur Ballack) ; Bayern Munich : Demichelis (23e, tacle irrégulier sur Deflandre), Santa Cruz (39e, tacle par-derrière sur Edmilson), R. Kovac (45e+ 1, croc-en-jambe sur Elber).

##### Matchs retour
Au début des matchs retour, Lyon est second de son groupe a égalité de points avec Anderlecht.

###### 5 novembre: Bayern Munich - Lyon: 1-2

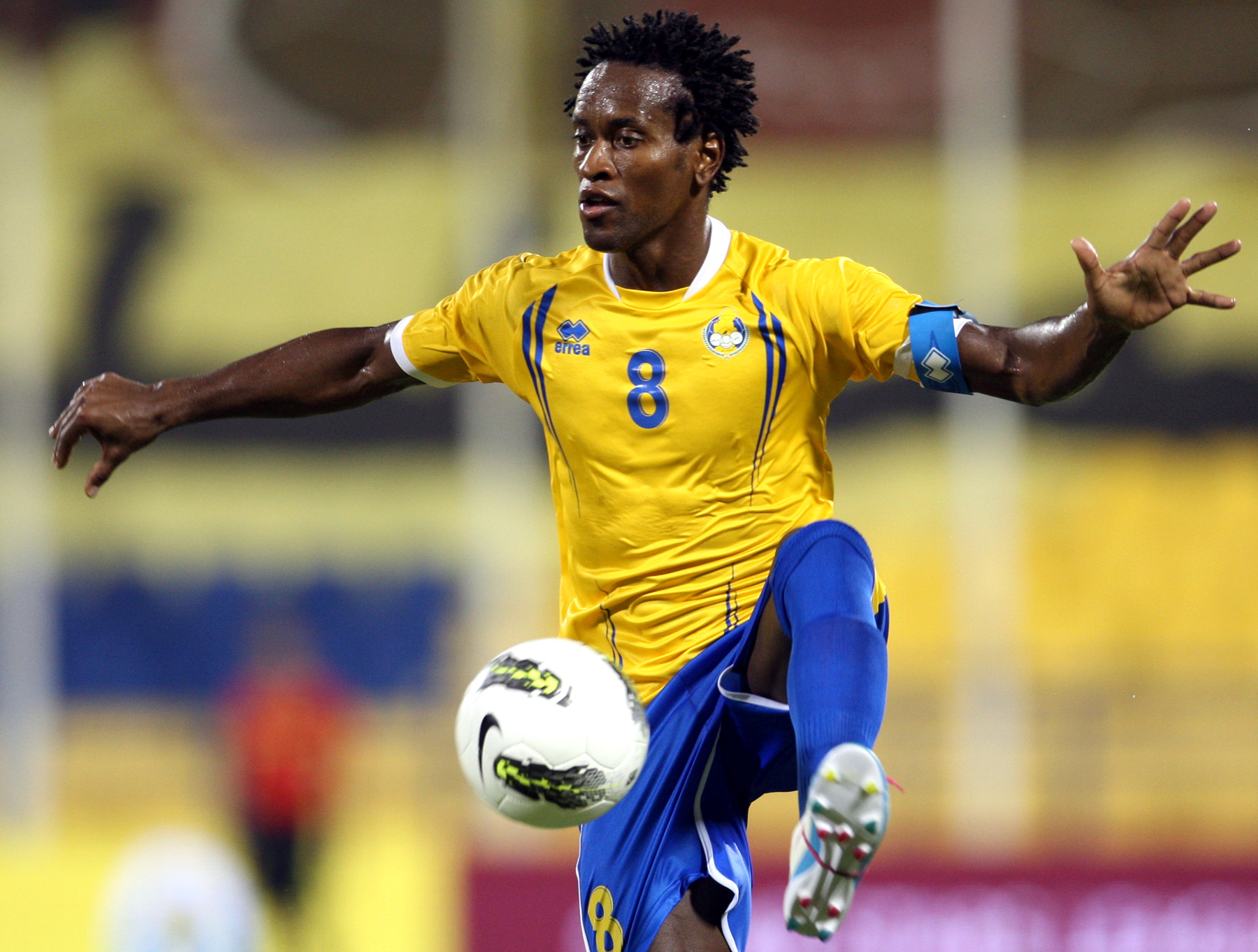
Zé Roberto, une des stars du club allemands.

L'Olympique lyonnais, pour garder la main sur la qualification à ce stade de la compétition, doit impérativement rapporter des points de son match au Stade olympique de Munich. Cette éventualité est considérée comme un exploit à réaliser par les hommes de Paul Le Guen par certains commentateurs sportifs, en raison de l'écart de niveau affiché lors du match aller à Lyon. D'autres insistent sur le rôle grandissant de leader de Juninho sur le terrain et des fragilités du moment du club bavarois.
L'Olympique lyonnais produit un match de plus haut niveau qu'à l'aller. Montrant de belles combinaisons collectives, surtout en attaque, il prend le match par le meilleur bout dès la 6e minute par un « coup franc de Juninho de la sixième minute, montant dans le ciel de Bavière pour retomber, poteau rentrant, dans le but de Kahn, qui a mis les Lyonnais dans le sens de l’exploit ». Les lyonnais concèdent l'égalisation un peu plus tard en première mi-temps sur une des rares actions offensives bavaroise du match (15e). Le but victorieux intervient en seconde mi-temps, sur une action de Luyindula et Malouda conclue par Elber, victorieux de son duel avec Kahn (53e). La fin du match montre un OL toujours entreprenant et techniquement solide.
Nombreux sont les lyonnais à avoir réussi leur match. En défense, Edmilson a rassuré par sa justesse technique et bien aidé Réveillère, souvent en difficulté face à Zé Roberto. Müller a fait parler son bon jeu de tête et une défense sobre. Berthot, à 19 ans, a étouffé Salihamidzic et pleinement réussi son match, avec notamment un très beau retour sur Makaay. En dehors de son coup franc, Juninho a constamment orienté le jeu et remonté les ballons, avec une belle tenue de balle. Diarra a bien cassé les attaques bavaroises. Luyindula et Malouda ont effectué de beaux mouvements offensifs. Elber a pesé sur la défense et n'a pas raté son duel.
Olympique lyonnais :
- gardien : Grégory Coupet
- défenseurs : Réveillère – Edmílson – Patrick Müller – Jérémy Berthod
- Milieu défensif :  Juninho – Mahamadou Diarra
- Milieu offensif : Essien - Peguy Luyindula - florent Malouda
- Attaquants : Élber
- Entraineur : Paul Le Guen
- Remplaçants non utilisés : Puydebois (g.), Delmotte, Gomez, Dhorasoo.

Remplacements. 77e : Essien par Govou ; 79e : Elber par caçapa ; 90e : Juninho par Carrière.
Bayern Munich :
- gardien : Kahn
- défenseurs : Lizarazu – Robert Kovac – Kuffour - Sagnol
- Milieu défensif : Michael Ballack - Martin Demichelis
- Milieu offensif : Zé Roberto - Hasan Salihamidzic
- Attaquants : Roy Makaay - Claudio Pizarro
- Entraineur : Ottmar Hitzfeld

Remplacement : 67e: Pizarro par Santa Cruz, 72e :Demichelis par Jeremies, 73e : Sagnol par Scholl.
Non utilisés :Rensing (g.),  Linke,  Feulner, Trochowski
8 avertissements : Bayern Munich : Sagnol (62e, tacle par-derrière sur Malouda), Saliha-midzic (63e, charge sur Luyindula), Jeremies (79e, tacle par-derrière sur M. Diarra), R. Kovac (87e,obstruction sur Juninho), Lizarazu (90e+ 2, tacle dangereux sur Luyindula), Ballack (90e+3,croc-en-jambe sur Edmilson) ; Lyon : Réveillère (34e, tacle dangereux sur Zé Roberto), Juninho (37e, croc-en-jambe sur Salihamidzic).

###### 25 novembre: Anderlecht – Lyon: 1-0

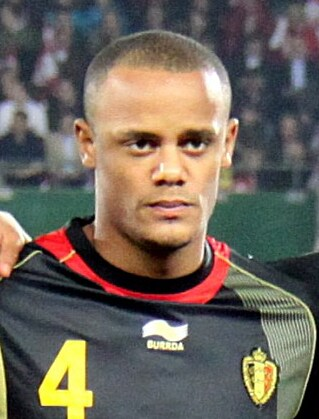
Le défenseur Vincent Kompany fait ses débuts internationaux lors de ce match.

Lorsqu'il se présente face à Anderlecht, Lyon joue alors la qualification sur une victoire. Nombreux sont les joueurs à estimer que l'expérience des échecs précédents lors des dernières années devrait leur permettre de remporter la victoire.
Ce n'est pourtant pas ce qui se produit, l'Olympique lyonnais perd 1 à 0 au Stade Constant Vanden Stock. Après une première mi-temps équilibrée où les deux équipes jouent un football de ligue des champions, les lyonnais se désunissent en seconde période, perdant la maîtrise du ballon et encaissant un but de Tihinen à la 70e sur une faute de la défense.
Les joueurs lyonnais les plus en vue sont Puydebois, Edmilson, Berthot ou Diarra. Elber, par contre, n'a pas eu le rendement escompté, comme ses deux comparses en attaques Malouda et Govou.
Olympique lyonnais :
- gardien : Nicolas Puydebois
- défenseurs : Réveillère – Edmílson – Patrick Müller – Jérémy Berthod
- Milieu défensif :  Juninho  - Mahamadou Diarra
- Milieu offensif : Florent Malouda – Peguy Luyindula - Sidney Govou
- Attaquants : Élber
- Entraineur : Paul Le Guen
- Remplaçants non utilisés : Caballero (g.), Deflandre, Delmotte, Essien, Bergougnoux.

Remplacements. 74e: Diarra par CARRIÈRE ; 78e: berthot par Caçapa.
Anderlecht :
- gardien : Daniel Zitka
- défenseurs : Olivier Deschacht – Vincent Kompany – Hannu Tihinen
- Milieu défensif :  Martin Kolář - walter Baseggio  - Besnik Hasi – Michał Żewłakow
- Milieu offensif : Pär Zetterberg
- Attaquants : Christian Wilhelmsson - Ivica Mornar
- Entraineur : Hugo Broos

Remplacement. 68e: Zewlakow par HENDRIKX ; 84e: Zetterberg par VANDER-HAEGHE ; 89e: Kolar par IACHTCHOUK
Non utilisés  :Peersman (g.), De Boeck, Zane, Junior
Aucun avertissements

##### Tableau de résultat
| Rang | Équipe             | Pts | J | G | N | P | Bp | Bc | Diff |  | Résultats (▼ dom., ► ext.) |     |     |     |     |
| ---- | ------------------ | --- | - | - | - | - | -- | -- | ---- |  | -------------------------- | --- | --- | --- | --- |
| 1    | Olympique lyonnais | 10  | 6 | 3 | 1 | 2 | 7  | 7  | 0    |  | Olympique lyonnais         |     | 1-1 | 3-2 | 1-0 |
| 2    | Bayern Munich      | 9   | 6 | 2 | 3 | 1 | 6  | 5  | +1   |  | Bayern Munich              | 1-2 |     | 2-1 | 1-0 |
| 3    | Celtic Glasgow     | 7   | 6 | 2 | 1 | 3 | 8  | 7  | +1   |  | Celtic Glasgow             | 2-0 | 0-0 |     | 3-1 |
| 4    | Anderlecht         | 7   | 6 | 2 | 1 | 3 | 4  | 6  | -2   |  | Anderlecht                 | 1-0 | 1-1 | 1-0 |     |

#### Phase finale
Lyon arrive en huitième de finale de ligue des champions. C'est la première fois depuis 1998 et l'AS Monaco qui l'accompagne cette même année et parvient en finale de l'épreuve. Le tirage au sort réserve pour les huitième de finale le club espagnol de la Real Sociedad à l'équipe lyonnaise.

##### Huitième de Finale

###### Match aller: Real Sociedad - Lyon: 0-1

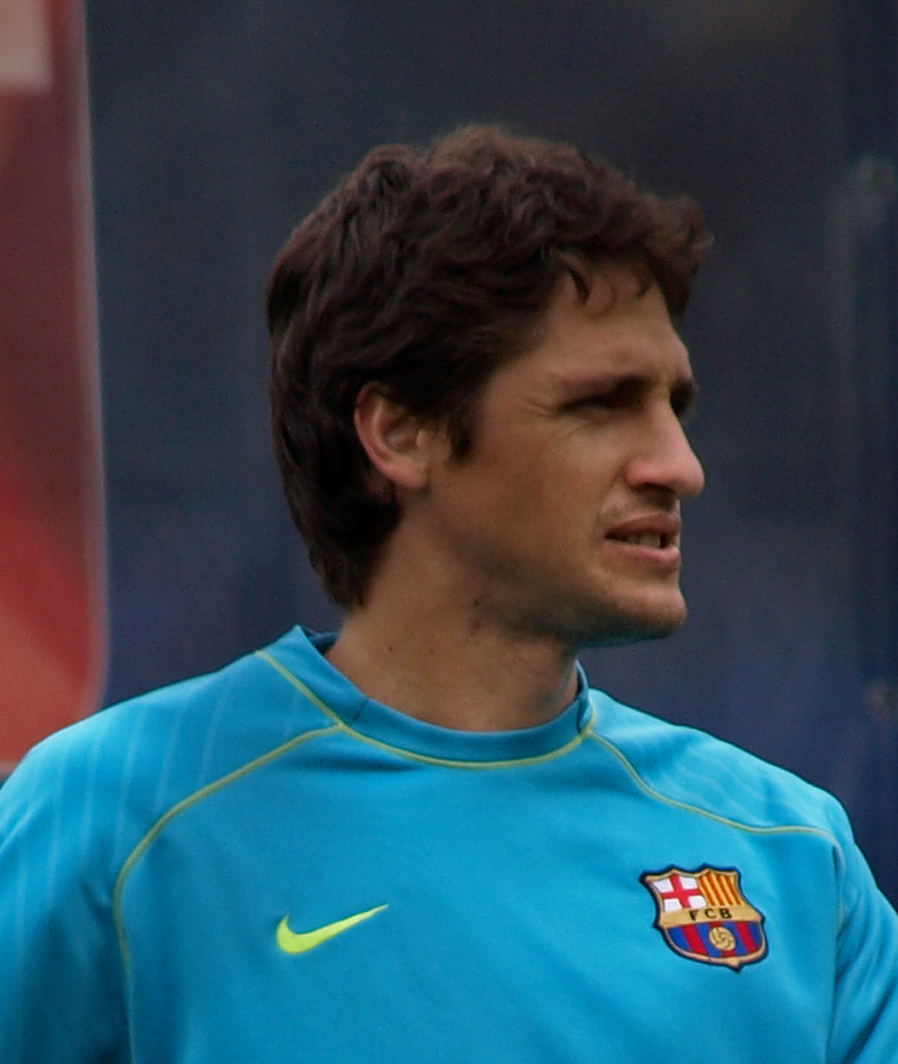
Edmilson.

Lors du match aller, le 25 février 2004, Lyon bat le Real Sociedad à l'extérieur. Lors d'un bon match au cours duquel Govou et Malouda se sont illustrés, l'OL a « dominé dans les grandes largeurs » l'équipe basque. Les lyonnais mis en avant par la presse sportive sont Coupet, Edmilson (précieux en défense comme en relance), Govou (utile grâce à sa vitesse) et Malouda (puissant en percussions et habile dans les dribbles).
Olympique lyonnais :
- gardien : Grégory Coupet
- défenseurs : Romain Sartre – Edmílson – Patrick Müller – Éric Deflandre
- Milieus : Juninho – Mickael Essien - Mahamadou Diarra
- Attaquants : Florent Malouda – Peguy Luyindula – Sidney Govou
- Entraineur : Paul Le Guen
- Remplaçants : Vercoutre (g.), Carrière, Elber, Bergougnoux, Gomez

Remplacement : 66 e : Sartre par Berthod ; 80 e : Govou par Dhorasoo
Real Sociedad :
- gardien : Sander Westerveld
- défenseurs : Lopez Rekarte – Kvarme – Gabriel Schürrer - Agustín Aranzábal
- Milieus : Xabi Alonso - Bittor Alkiza - Valeri Karpine – Igor Gabilondo
- Attaquants : Darko Kovačević – Nihat Kahveci
- Entraineur : Raynald Denoueix
- Remplaçants : Alberto (g.), Potillon, Jauregi, Xabi Prieto.

But
Schürrer (18e, c.s.c.). Poussé à la faute par Malouda.
Avertissements :
Lyon : Berthod (68e, jeu dur sur Xabi Alonso), Coupet (74e, gain de temps)
Remplacement : 64 e : Gabilondo par Lee Chun-Soo ; 74 e : Xabi Alonso par Aranburu ; 80 e : Nihat par De Paula

###### Match retour: Lyon - Real Sociedad: 1-0

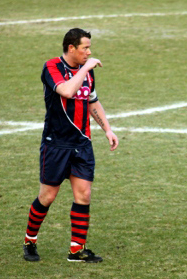
Deflandre

Le mardi 9 mars 2004, il bat la Real Sociedad 1-0 pour le compte du match retour et se qualifie pour les quarts de finale. Il gagne sur un but de Juninho. Coupet se blesse à la main et est remplacé par Vercoutre.
Le tournant du match a lieu en seconde période. À la 75e, Deflandre sauve sur sa ligne une tête de Xabi et dans la contre-attaque qui suit, Juninho lance Luyindula et se replace pour recevoir une passe de ce dernier et marquer. Il s'agit de son cinquième but dans la compétition.
Le match est crispant pour les lyonnais, ceux-ci ne prenant que le minimum de risque et ne parvenant à conserver la possession du ballon.
Dans l'équipe espagnole, Xabi Alonso a marqué le match de sa technique.
Olympique lyonnais :
- gardien : Grégory Coupet
- défenseurs : Florent Malouda – Edmílson – Patrick Müller – Éric Deflandre
- Milieus : Juninho – Mickael Essien - Mahamadou Diarra
- Attaquants : Vikash Dhorasoo – Peguy Luyindula – Sidney Govou

Remplacements.
16 e :  Coupet  par  VERCOUTRE  ;  83 e :  Luyindula  par ELBER ; 87 e: Dhorasoo par BERTHOD.
Non utilisés : Sartre, Clerc, Gomez, Bergougnoux.
Real Sociedad :
- gardien : Alberto López Fernández
- défenseurs : Lopez Rekarte – Igor Jauregi – Gabriel Schürrer - Lionel Potillon
- Milieus : Xabi Alonso - Bittor Alkiza - Mikel Aranburu
- Attaquants : Valeri Karpine – Darko Kovačević –  Igor Gabilondo

Remplacements.
60 e : Gabilondo  par  DEPEDRO et Aranburu par NIHAT ; 85 e : Schürrer par DE PAULA.
Non utilisés  : Saizar  (g.),  Xabi  Prieto,  Lee Chun-soo, Boris
But : Juninho 77e.
Lyon : Edmilson (34e, tacle à retardement sur Karpine) ; Real Sociedad :Karpine (42e, antijeu sur Malouda), Jauregi (65e, tacle par-derrière sur Govou), Schürrer (67e,croc-en-jambe sur Govou).

##### Quart de finale
Le tirage au sort désigne le FC Porto comme adversaire de l'Olympique lyonnais en quart de finale.

### Coupe de la Ligue
1/16
- Lens - Lyon 1-1 A.P. (2-0) (0-0) 4-3 T.A.B. : P. Luyindula (101e)

### Coupe de France
1/32
- Aire-sur-la-Lys - Lyon 0-4 (0-2) : Juninho (3e), F. Malouda (36e), G. Elber (58e), B. Bergougnoux (71e)

1/16
- Bourg-Péronnas - Lyon 0-5 (0-1) : S. Govou (27e, 84e), Juninho (58e), G. Lopez (72e C.S.C.), F. Malouda (85e)

1/8
- Monaco - Lyon 4-1 (1-1) : G. Elber (15e)

### Championnat de France
- 1. Lille - Lyon 1-0 (1-0)
- 2. Lyon - Monaco 3-1 (3-0) : S. Squillaci (15e C.S.C.), M. Essien (26e), J. Rodriguez (44e C.S.C.)
- 3. Montpellier - Lyon 0-2 (0-2) : C. Caçapa (11e), E. Carrière (26e)
- 4. Lyon - Toulouse 0-0 (0-0)
- 5. Guingamp - Lyon 2-0 (2-0)
- 6. Lyon - Auxerre 1-1 (1-1) : G. Elber (43e) (Classement : 11e)
- 7. Le Mans - Lyon 0-2 (0-1) : G. Elber (11e, 88e)
- 8. Lyon - Lens 4-0 (3-0) : Juninho (10e, 41e, 57e), A. Réveillère (25e)
- 9. Ajaccio - Lyon 2-4 (1-1) : P. Luyindula (15e, 71e, 88e), F. Malouda (68e)
- 10. Lyon - Sochaux 1-1 (0-0) : P. Luyindula (66e)'
- 11. Nantes - Lyon 0-1 (0-0) : Juninho (67e)
- 12. Lyon - Nice 5-0 (4-0) : Juninho (25e, 73e), F. Malouda (28e), G. Elber (40e), S. Govou (45e) (Classement : 2e)
- 13. Marseille - Lyon 1-4 (1-2) : G. Elber (19e), P. Luyindula (38e, 58e), Juninho (90e)
- 14. Lyon - Strasbourg 1-0 (0-0) : P. Luyindula (90e S.P.)
- 15. Rennes - Lyon 3-1 (2-1) : F. Malouda (22e)
- 16. Lyon - Bordeaux 3-0 (0-0) : P. Müller (65e), P. Luyindula (67e), M. Essien (81e)
- 17. Lyon - Metz 2-1 (1-1) : P. Luyindula (26e), J. Edmilson (47e)
- 18. Bastia - Lyon 0-0 (0-0)
- 19. Lyon - Paris 1-1 (0-1) : E. Carrière (84e) (Classement : 2e)
- 20. Monaco - Lyon 3-0 (1-0)
- 21. Lyon - Montpellier 3-0 (2-0) : V. Dhorasoo (10e), P. Luyindula (36e), J. Viale (90e)
- 22. Toulouse - Lyon 0-1 (0-0) : V. Dhorasoo (60e)
- 23. Lyon - Guingamp 0-1 (0-0)
- 24. Auxerre - Lyon 1-2 (0-1) : P. Violeau (9e C.S.C.), P. Luyindula (68e)
- 25. Lyon - Le Mans 2-0 (1-0) : F. Malouda (23e), S. Govou (61e)
- 26. Lens - Lyon 1-1 (0-1) : V. Dhorasoo (33e) (Classement : 2e)
- 27. Lyon - Ajaccio 4-0 (1-0) : D. Terrier (43e C.S.C.), Rodrigo (48e C.S.C.), G. Elber (51e), P. Luyindula (75e)
- 28. Sochaux - Lyon 1-2 (1-1) : G. Elber (3e), J. Edmilson (63e)
- 29. Lyon - Nantes 1-0 (1-0) : G. Elber (26e)
- 30. Nice - Lyon 0-1 (0-1) : G. Elber (17e)
- 31. Lyon - Marseille 1-2 (1-1) : P. Luyindula (17e)
- 32. Strasbourg - Lyon 0-1 (0-0) : P. Luyindula (46e) (Classement : 1er)
- 33. Lyon - Rennes 3-0 (0-0) : Juninho (57e S.P.), M. Essien (63e), P. Luyindula (71e)
- 34. Bordeaux - Lyon 1-1 (0-0) : V. Dhorasoo (87e)
- 35. Metz - Lyon 1-2 (1-1) : Juninho (22e), G. Elber (74e)
- 36. Lyon - Bastia 1-0 (1-0) : Juninho (25e)
- 37. Paris - Lyon 1-0 (1-0)
- 38. Lyon - Lille 3-0 (1-0) : S. Govou (41e), M. Diarra (52e S.P.), P. Luyindula (80e) (Classement : 1er)
- Classement : 1er ; 79 points ; 24 V, 7 N, 7 D ; 64 buts pour, 26 buts contre, +38

## Sources